# Sofia (Elateridae)
Sofia là một chi bọ cánh cứng trong họ 
Elateridae.
Chi này được miêu tả khoa học năm 2005 bởi Arias.

## Các loài
Chi này có các loài:
- Sofia sulcatum (Solier, 1851)

## Hình ảnh

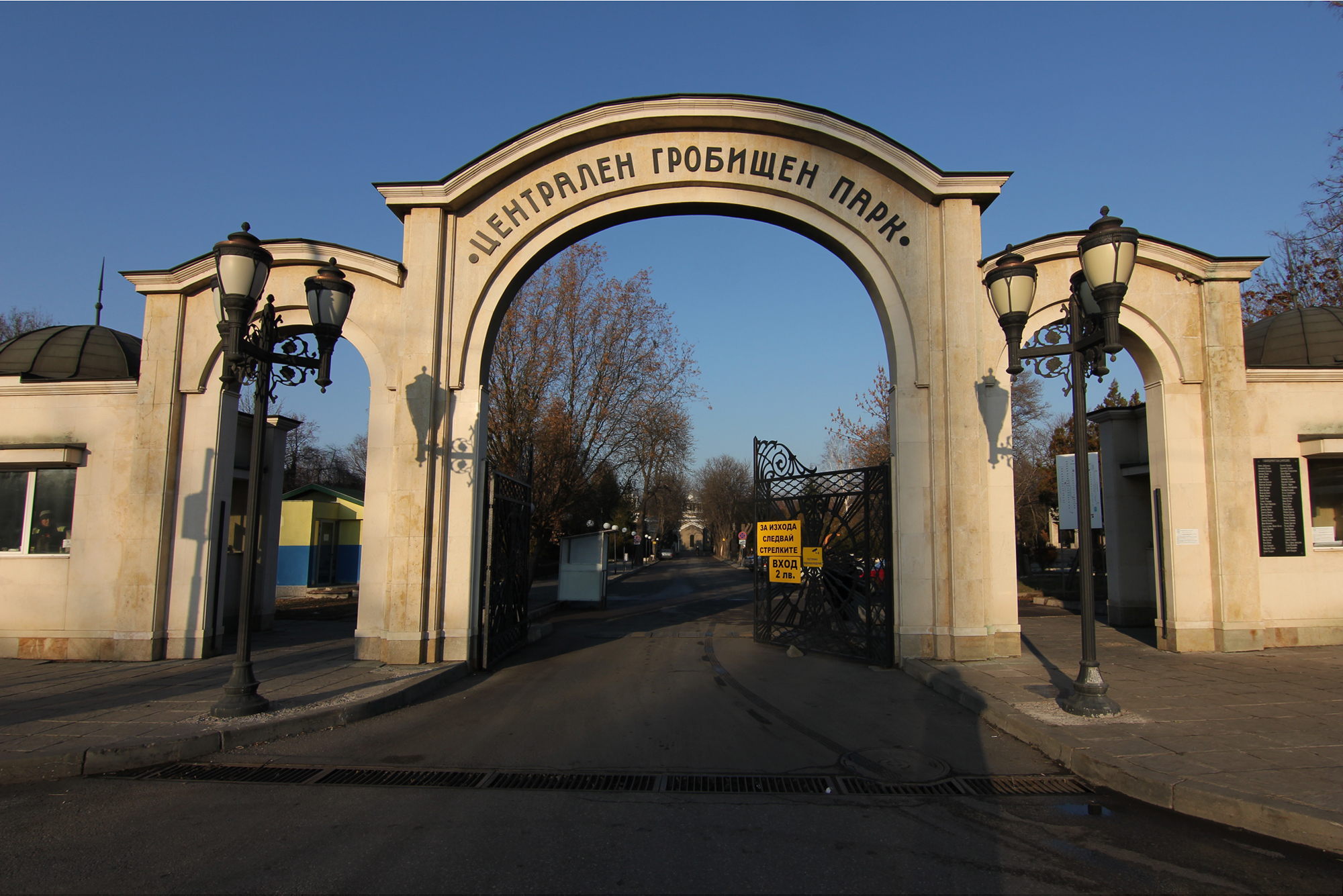
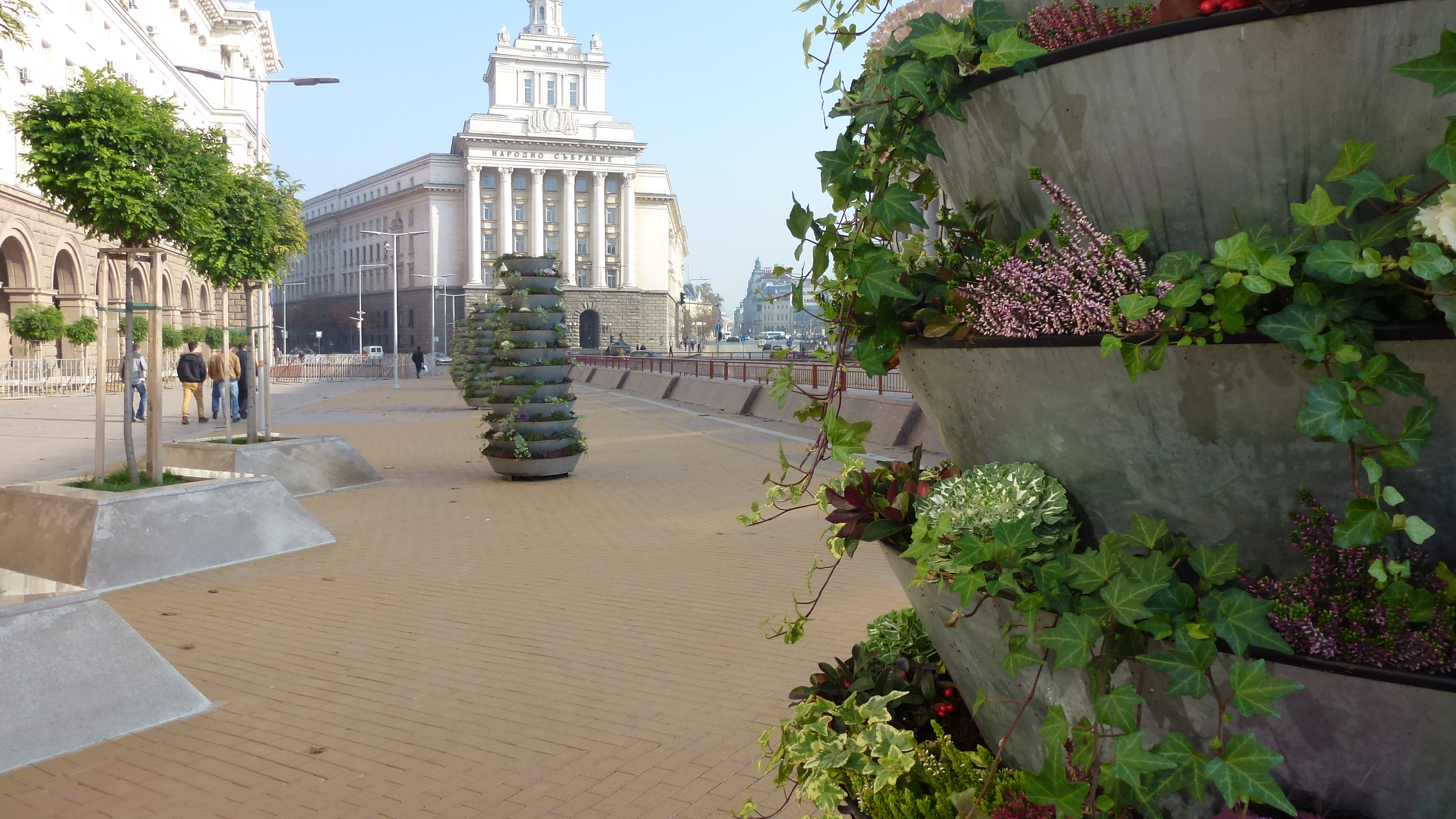
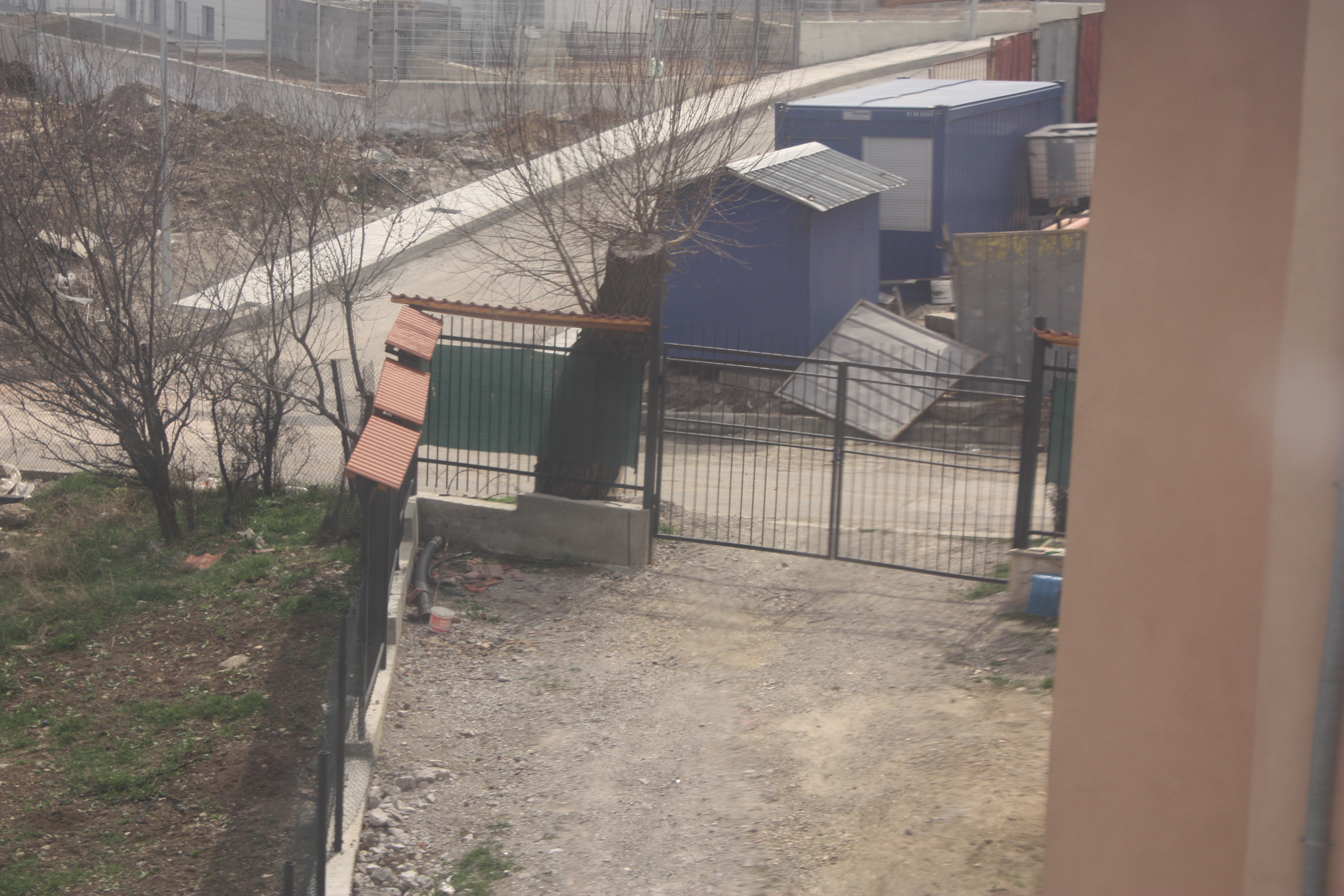

- Tập tin:Tập